# 金石井镇
金石井镇，是中华人民共和国四川省乐山市犍为县曾经下辖的一个镇。2019年12月，撤销金石井镇，将其所属行政区域划归罗城镇管辖。

## 行政区划
金石井镇撤销前下辖以下地区：
冶官社区、五四村、五联村、塘湾村、金民村、塘河村、新武村、群英村、万年村、大沟村、团结村、民忠村、中山村、青松村和柏林村。